# Bezirk Leitomischl

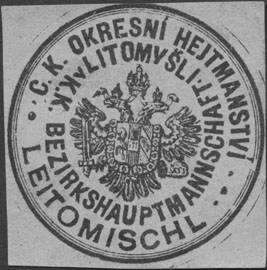
Siegelmarke C.K. Okresní hejtmanství v Litomyšli / K.K. Bezirkshauptmannschaft Leitomischl

Der Bezirk Leitomischl (tschechisch politický okres Litomyšl) war ein Politischer Bezirk im Königreich Böhmen. Der Bezirk umfasste Gebiete in Ostböhmen im heutigen Pardubický kraj (Okres Svitavy). Sitz der Bezirkshauptmannschaft (Okresní hejtmanství v Litomyšli) war die Stadt Leitomischl. Das Gebiet gehörte seit 1918 zur neu gegründeten Tschechoslowakei und ist seit 1993 Teil Tschechiens.

## Geschichte
Die modernen, politischen Bezirke der Habsburgermonarchie wurden 1868 im Zuge der Trennung der politischen von der judikativen Verwaltung geschaffen.
Der Bezirk Leitomischl wurde 1868 aus dem gleichnamigen Gerichtsbezirk Leitomischl (tschechisch soudní okres Litomyšl) gebildet.
Im Bezirk Leitomischl lebten 1869 50.887 Personen, wobei der Bezirk ein Gebiet von 8,5 Quadratmeilen und 44 Gemeinden umfasste.
1900 beherbergte der Bezirk 50.814 Menschen, die auf einer Fläche von 491,87 km² bzw. in 58 Gemeinde lebten.
Der Bezirk Leitomischl umfasste 1910 eine Fläche von 491,86 km² und beherbergte eine Bevölkerung von 50.775 Personen. Von den Einwohnern hatten 1910 36.014 Tschechisch und 14.699 Deutsch als Umgangssprache angegeben. Weiters lebten im Bezirk 62 Anderssprachige oder Staatsfremde. Der Bezirk bestand aus einem Gerichtsbezirk mit 59 Gemeinden bzw. 63 Katastralgemeinden.